# 新印加国
新印加国是印加帝国被西班牙人征服后的一个残存部分，也是一些抵抗西班牙统治的印加人的最后据点。萨帕·印卡曼科·卡帕克二世于1537年在比尔卡班巴建立新印加国，直到1572年，图帕克·阿马鲁兵败被俘，比尔卡班巴才被纳入秘鲁总督区的管辖。

## 历史
西班牙人征服了印加帝国后，皮萨罗扶持了阿塔瓦尔帕的兄弟曼科·卡帕克二世作为傀儡，一段时间后，曼科·卡帕克二世竭力抵抗西班牙人，并利用皮萨罗和一位合伙人迭戈·德·阿尔马格罗在分赃问题上起的争端，以比尔卡班巴为中心起兵，一度夺回了库斯科城。曼科·卡帕克二世和他的后代死守比尔卡班巴长达36年之久，最后在1572年失守。最后一位萨帕·印卡，图帕克·阿马鲁被西班牙人抓获并处以死刑。也就是在1572年，印加人完全臣服在了西班牙人之下。

## 脚注
1. ↑  Titu Cusi Yupanqui (1570) Instrucción al Licenciado Lope García de Castro. Prologued by the Pontificia Universidad Católica del Perú, Fondo Editorial 1992
2. ↑  McEwan 31